# Grand Prix automobile de France 1950
GP précédent GP suivant
Le Grand Prix automobile de France 1950 (XXXVIIe Grand Prix de l'A.C.F.), disputé le 2 juillet 1950 sur le circuit de Reims-Gueux, est la sixième épreuve du championnat du monde de Formule 1.

## Contexte avant le Grand Prix

### Le championnat du monde
Sixième et avant-dernière épreuve du championnat, ce Grand Prix organisé par l'A.C.F. se dispute deux semaines après le Grand Prix de Belgique, qui fut, à l'image de cette saison, dominé par les pilotes Alfa Romeo, malgré l'héroïque résistance de la Talbot de Raymond Sommer sur le circuit ardennais. Leader du championnat, Giuseppe Farina se présente ici avec vingt-deux points et deux victoires, devançant ses coéquipiers Luigi Fagioli (dix-huit points, trois secondes places) et Juan Manuel Fangio (dix-sept points, deux victoires).

### Le circuit

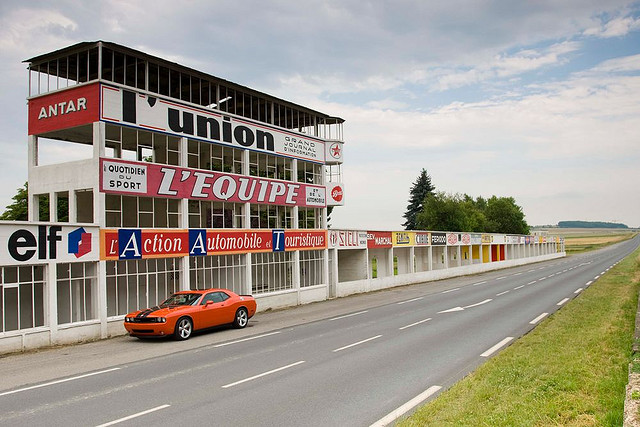
Vue des stands (restaurés en 2007) sur la D27 (au fond, le virage de Thillois).

Situé à quelques kilomètres de Reims, ce circuit est utilisé depuis 1926, année où il accueillit le deuxième Grand Prix de la Marne, remporté par la Bignan de Pierre Clause à la moyenne de 102 km/h. Le Grand Prix de France y est organisé depuis 1938. Empruntant la nationale 31 (Reims-Soissons) et les départementales D26 et D27, cette piste triangulaire développant 7,816 km est très large et autorise des moyennes élevées (184 km/h au tour pour la Mercedes-Benz de Lang en 1939, actuel record en course). Elle compte trois virages lents : le premier dans le village de Gueux, traversé en partie (les monoplaces frôlant les murs de briques), le virage de la Garenne et le virage de Thillois, ainsi que quelques courbes rapides qui se négocient à près de 240 km/h. Par sécurité, les arbres bordant auparavant la RN31 ont été abattus.

## Monoplaces en lice
- Alfa Romeo 158 "Usine"

L'équipe dominatrice du championnat est présente avec trois Alfetta pour ses pilotes habituels : Giuseppe Farina, Luigi Fagioli et Juan Manuel Fangio, largement favoris sur ce circuit qui leur permet d'exploiter pleinement les 350 chevaux du huit cylindres à double compresseur.
- Ferrari 275 F1 "Usine"

La Scuderia Ferrari avait initialement engagé deux voitures pour ses pilotes habituels Luigi Villoresi et Alberto Ascari, mais n'a finalement amené qu'une seule monoplace de Grand Prix : la 275 F1, modèle de transition à moteur atmosphérique 3,3 litres avec lequel Ascari a terminé cinquième du Grand Prix de Belgique. C'est cette fois Villoresi qui en est le pilote attitré, mais Ascari est également présent car tous deux participent à l'épreuve de formule 2 sur des Ferrari 166.

On note aussi l'engagement du pilote britannique Peter Whitehead, sur sa Ferrari 125 personnelle, modèle à simple compresseur.
- Maserati 4CLT "Usine"

Les deux 4CLT/48 officielles de Louis Chiron et Franco Rol sont présentes. Ces voitures sont à court de développement, et les 260 chevaux du quatre cylindres à double compresseur seront insuffisants pour espérer lutter avec les surpuissantes Alfa Romeo. La Scuderia Ambrosiana et la Scuderia Achille Varzi alignent des voitures identiques, tandis que la Scuderia Milano engage une évolution plus puissante (280 chevaux environ) pour l'Italien Felice Bonetto.
- Talbot-Lago T26C "Usine"

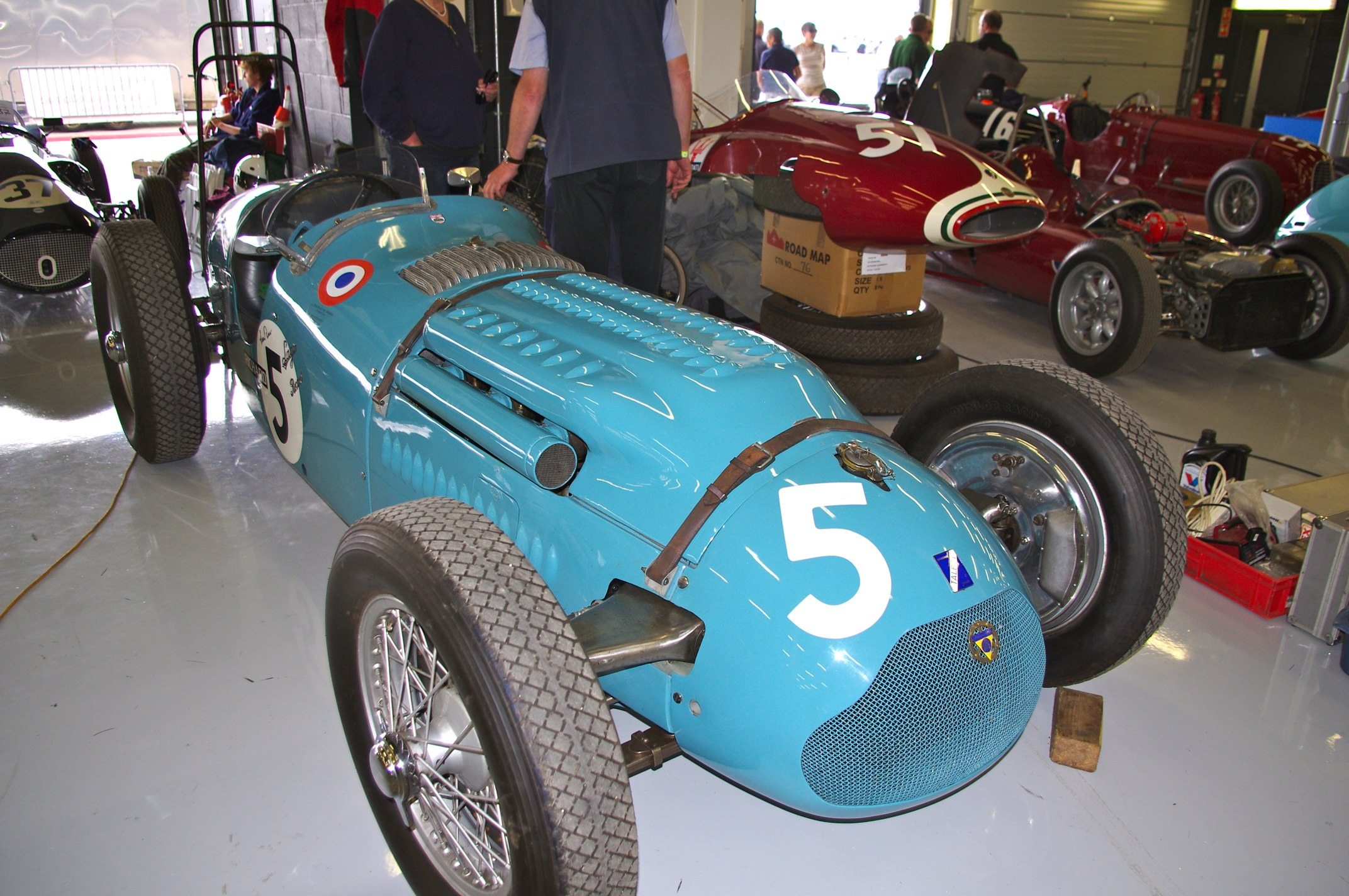
Huit Talbot-Lago sont présentes à Reims.

Pour son Grand Prix national, la firme française a amené quatre voitures : les habituelles T26C-DA pour Philippe Étancelin, Yves Giraud Cabantous et Louis Rosier, ainsi qu'une biplace (similaire au modèle vainqueur au Mans à l'éclairage près) pour Raymond Sommer. Quatre autres sont engagées à titre privé, dont la monoplace personnelle de Rosier qui sera pilotée par Charles Pozzi.
- Simca-Gordini T15 "Usine"

L'équipe Gordini est présente à Reims pour l'épreuve de formule 2, mais « Le Sorcier » a également tenu à préparer spécialement une monoplace pour le Grand Prix, estimant que les qualités de freinage, de tenue de route et de sobriété de la petite T15 peuvent combler une partie du handicap de puissance du petit 1500 à compresseur basse pression. Disposant d'environ 200 chevaux de moins que les Alfa, Robert Manzon ne peut cependant espérer se mêler à la lutte en tête.

## Coureurs inscrits
| no | Pilote                | Écurie                        | Constructeur  | Modèle                  | N° châssis | Moteur         | Pneumatiques |
| -- | --------------------- | ----------------------------- | ------------- | ----------------------- | ---------- | -------------- | ------------ |
| 2  | Giuseppe Farina       | Alfa Romeo SpA                | Alfa Romeo    | Alfa Romeo 158          | 109        | Alfa Romeo L8s | P            |
| 4  | Luigi Fagioli         | Alfa Romeo SpA                | Alfa Romeo    | Alfa Romeo 158          | 114        | Alfa Romeo L8s | P            |
| 6  | Juan Manuel Fangio    | Alfa Romeo SpA                | Alfa Romeo    | Alfa Romeo 158          | 111        | Alfa Romeo L8s | P            |
| 8  | Luigi Villoresi       | Scuderia Ferrari              | Ferrari       | Ferrari 275             | 16C        | Ferrari V12    | P            |
| 10 | Alberto Ascari        | Scuderia Ferrari              | Ferrari       | Ferrari 275             | 14C        | Ferrari V12    | P            |
| 12 | Raymond Sommer        | Automobiles Talbot-Darracq SA | Talbot-Lago   | Talbot-Lago T26C-GS     | 110 058    | Talbot L6      | D            |
| 14 | Peter Whitehead       | Privé                         | Ferrari       | Ferrari 125             | 10C        | Ferrari V12s   | D            |
| 16 | Philippe Étancelin    | Automobiles Talbot-Darracq SA | Talbot-Lago   | Talbot-Lago T26C-DA     | 110 054    | Talbot L6      | D            |
| 18 | Yves Giraud Cabantous | Automobiles Talbot-Darracq SA | Talbot-Lago   | Talbot-Lago T26C-DA     | 110 052    | Talbot L6      | D            |
| 20 | Louis Rosier          | Automobiles Talbot-Darracq SA | Talbot-Lago   | Talbot-Lago T26C-DA     | 110 051    | Talbot L6      | D            |
| 22 | Pierre Levegh         | Privé                         | Talbot-Lago   | Talbot-Lago T26C-DA     | 110 005    | Talbot L6      | D            |
| 24 | Eugène Chaboud        | Ecurie Lutetia                | Talbot-Lago   | Talbot-Lago T26C-GS     | 110 055    | Talbot L6      | D            |
| 26 | Charles Pozzi         | Ecurie Rosier                 | Talbot-Lago   | Talbot-Lago T26C        | 110 001    | Talbot L6      | D            |
| 28 | Franco Rol            | Officine Alfieri Maserati     | Maserati      | Maserati 4CLT/48        | 1604       | Maserati L4s   | P            |
| 30 | Louis Chiron          | Officine Alfieri Maserati     | Maserati      | Maserati 4CLT/48        | 1606       | Maserati L4s   | P            |
| 32 | Reg Parnell           | Scuderia Ambrosiana           | Maserati      | Maserati 4CLT/48        | 1596       | Maserati L4s   | D            |
| 34 | David Hampshire       | Scuderia Ambrosiana           | Maserati      | Maserati 4CLT/48        | 1593       | Maserati L4s   | D            |
| 36 | José Froilán González | Scuderia Achille Varzi        | Maserati      | Maserati 4CLT/48        | 1600       | Maserati L4s   | P            |
| 38 | Gianfranco Comotti    | Scuderia Achille Varzi        | Maserati      | Maserati 4CLT/48        | 1599       | Maserati L4s   | P            |
| 40 | Felice Bonetto        | Scuderia Milano               | Maserati      | Maserati Milano 4CLT/50 | 1611       | Maserati L4s   | P            |
| 42 | Johnny Claes          | Écurie Belge                  | Talbot-Lago   | Talbot-Lago T26C        | 110 011    | Talbot L6      | D            |
| 44 | Robert Manzon         | Equipe Gordini                | Simca-Gordini | Simca Gordini T15       | 14-GC      | Gordini L4s    | E            |

## Qualifications
Comme prévu, dès le début des essais, les trois Alfa Romeo 158 écrasent la concurrence. Avec un tour en 2 min 30 s 6, à 186,8 km/h de moyenne, Juan Manuel Fangio, très à l'aise sur ce circuit, se rapproche des temps réalisées en 1939 par les Mercedes-Benz développant près de cinq cents chevaux. Il devance nettement ses coéquipiers Giuseppe Farina et Luigi Fagioli. Derrière les inaccessibles Alfetta, la meilleure Talbot, pilotée par Philippe Étancelin, est reléguée à plus de huit secondes de la pole position. Elle devance cependant l'unique Ferrari officielle : la 275 F1 est engagée pour Luigi Villoresi, c'est cependant Alberto Ascari (inscrit pour l'épreuve de formule 2) qui se montre le plus assidu à son volant, réalisant le cinquième meilleur temps, toutefois à près de douze secondes de celui de Fangio. Jugeant que cette voiture manque de mise au point, la Scuderia Ferrari préfère déclarer forfait pour la course. Sa place en deuxième ligne sera prise par la Talbot d'Yves Giraud Cabantous, sixième temps à l'issue des deux journées d'essais.

Les autres concurrents sont tous à plus de quinze secondes du meilleur temps réalisé par Fangio. Peter Whitehead est arrivé après la fin des essais officiels, mais sera néanmoins autorisé à prendre le départ en dernière position, au volant de sa Ferrari 125 privée. On note également un changement de pilotes chez Talbot : Louis Rosier, qui devait s'élancer à la corde de la troisième ligne avec la T26-C n°20, prendra finalement le départ sur la Talbot biplace n°12 engagée pour Raymond Sommer, ce dernier bénéficiant de la voiture et du temps de qualification de Rosier. 
| Pos. | no   | Pilote                         | Écurie          | Temps                | Écart    | Note                                                                              |
| ---- | ---- | ------------------------------ | --------------- | -------------------- | -------- | --------------------------------------------------------------------------------- |
| 1    | 6    | Juan Manuel Fangio             | Alfa Romeo      | 2 min 30 s 6         | -        | Utilisation d'un moteur expérimental aux essais                                   |
| 2    | 2    | Giuseppe Farina                | Alfa Romeo      | 2 min 32 s 5         | + 1 s 9  |                                                                                   |
| 3    | 4    | Luigi Fagioli                  | Alfa Romeo      | 2 min 34 s 7         | + 4 s 1  |                                                                                   |
| 4    | 16   | Philippe Étancelin             | Talbot-Lago     | 2 min 39 s 0         | + 8 s 4  |                                                                                   |
| 5    | 18   | Yves Giraud Cabantous          | Talbot-Lago     | 2 min 42 s 7         | + 12 s 1 |                                                                                   |
| 6    | 20   | Louis Rosier                   | Talbot-Lago     | 2 min 46 s 0         | + 15 s 4 | voiture attribuée à Raymond Sommer pour la course                                 |
| 7    | 28   | Franco Rol                     | Maserati        | 2 min 46 s 7         | + 16 s 1 |                                                                                   |
| 8    | 36   | José Froilán González          | Maserati        | 2 min 48 s 0         | + 17 s 4 |                                                                                   |
| 9    | 22   | Pierre Levegh                  | Talbot-Lago     | 2 min 49 s 0         | + 18 s 4 |                                                                                   |
| 10   | 24   | Eugène Chaboud                 | Talbot-Lago     | temps non communiqué | -        |                                                                                   |
| 11   | 40   | Felice Bonetto                 | Maserati-Milano | temps non communiqué | -        | temps de 2 min 51 s 0 (officieux)                                                 |
| 12   | 32   | Reg Parnell                    | Maserati        | temps non communiqué | -        | temps de 2 min 54 s 0 (officieux)                                                 |
| 13   | 44   | Robert Manzon                  | Simca-Gordini   | temps non communiqué | -        | temps de 2 min 55 s 5 (officieux)                                                 |
| 14   | 26   | Louis Chiron                   | Maserati        | temps non communiqué | -        | temps de 2 min 55 s 9 (officieux)                                                 |
| 15   | 42   | Johnny Claes                   | Talbot-Lago     | temps non communiqué | -        | temps de 2 min 57 s 4 (officieux)                                                 |
| 16   | 26   | Charles Pozzi                  | Talbot-Lago     | temps non communiqué | -        | temps de 2 min 58 s 0 (officieux)                                                 |
| 17   | 12   | Raymond Sommer                 | Talbot-Lago     | temps non communiqué | -        | temps de 2 min 59 s 3 (officieux) voiture attribuée à Louis Rosier pour la course |
| 18   | 34   | David Hampshire                | Maserati        | temps non communiqué | -        | temps de 2 min 59 s 5 (officieux)                                                 |
| 19   | 14   | Peter Whitehead                | Ferrari         | Pas de temps         | -        |                                                                                   |
| Np.  | 8 10 | Luigi Villoresi Alberto Ascari | Ferrari         | 2 min 42 s 4         | + 11 s 8 | voiture partagée aux essais - meilleur temps réalisé par Ascari                   |

Légende:
- Np.=Non partant

## Grille de départ du Grand Prix
| 1re ligne | Pos. 3                            |                                    | Pos. 2                           |                                      | Pos. 1                           |
|           | Fagioli Alfa Romeo 2 min 34 s 7   |                                    | Farina Alfa Romeo 2 min 32 s 5   |                                      | Fangio Alfa Romeo 2 min 30 s 6   |
| 2e ligne  |                                   | Pos. 5                             |                                  | Pos. 4                               |                                  |
|           |                                   | Cabantous Talbot-Lago 2 min 42 s 7 |                                  | Étancelin Talbot-Lago 2 min 39 s 0   |                                  |
| 3e ligne  | Pos. 8                            |                                    | Pos. 7                           |                                      | Pos. 6                           |
|           | González Maserati 2 min 48 s 0    |                                    | Rol Maserati 2 min 46 s 7        |                                      | Sommer* Talbot-Lago 2 min 46 s 0 |
| 4e ligne  |                                   | Pos. 10                            |                                  | Pos. 9                               |                                  |
|           |                                   | Emplacement vide                   |                                  | Levegh Talbot-Lago 2 min 49 s 0      |                                  |
| 5e ligne  | Pos. 13                           |                                    | Pos. 12                          |                                      | Pos. 11                          |
|           | Manzon Simca-Gordini Pas de temps |                                    | Parnell Maserati Pas de temps    |                                      | Bonetto Maserati Pas de temps    |
| 6e ligne  |                                   | Pos. 15                            |                                  | Pos. 14                              |                                  |
|           |                                   | Claes Talbot-Lago Pas de temps     |                                  | Chiron Maserati Pas de temps         |                                  |
| 7e ligne  | Pos. 18                           |                                    | Pos. 17                          |                                      | Pos. 16                          |
|           | Hampshire Maserati Pas de temps   |                                    | Rosier* Talbot-Lago Pas de temps |                                      | Pozzi Talbot-Lago Pas de temps   |
| 8e ligne  |                                   |                                    |                                  | Pos. 19                              |                                  |
|           |                                   |                                    |                                  | Peter Whitehead Ferrari Pas de temps |                                  |

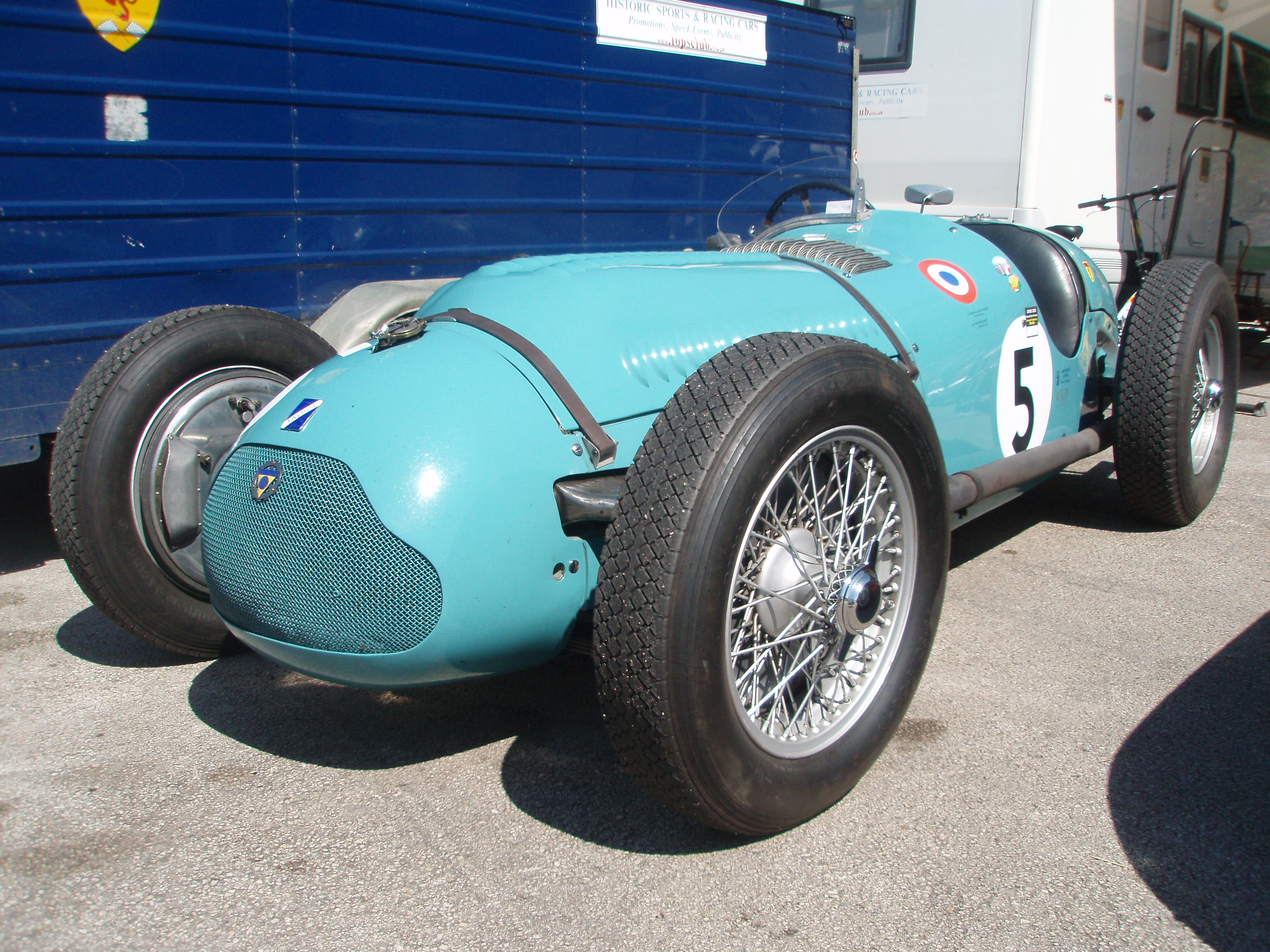
Le pilote français Louis Rosier s'élancera au volant de la Talbot-Lago T26C GS (biplace), initialement dévolue à Raymond Sommer.

- Une place en quatrième ligne est restée vacante à la suite du forfait de Chaboud, qualifié dixième sur sa Talbot[7].
- Louis Rosier (qui aurait dû partir en 3e ligne) et Raymond Sommer (qui aurait dû partir en 7e ligne) ont échangé leurs voitures (et conséquemment leurs positions de départ) pour la course.

## Déroulement de la course
Les Alfa Romeo, Ferrari et Maserati vont devoir ravitailler deux fois pour effectuer les cinq cents kilomètres de l'épreuve, les Talbot ayant suffisamment d'autonomie pour accomplir l'entièreté de la distance. Temps très chaud et ensoleillé. Dix-huit voitures seulement se présentent au départ, donné à 13 h 30, il manque la Talbot d'Eugène Chaboud (son emplacement en quatrième ligne sur la grille est donc vide).
Comme prévu, les trois Alfetta s'échappent dès le départ, emmenées par Giuseppe Farina, suivi de très près par ses coéquipiers Juan Manuel Fangio et Luigi Fagioli. Felice Bonetto suit à distance, devant le peloton des Talbot. En ce début de course, les Alfa effectuent un véritable démonstration, d'autant que très rapidement leurs principaux adversaires sont décimés : au bout de quinze tours, soit à peine le quart de la course, les six Maserati ont abandonné sur problème de moteur. Quant aux Talbot, elles souffrent de la chaleur et après douze tours trois d'entre elles (dont celle de Louis Rosier, jusqu'alors bien placé) se sont déjà retirées (surchauffe moteur). Rosier reprend néanmoins la course sur sa T26C personnelle, pilotée jusqu'alors par Charles Pozzi.
On s’approche de la première vague de ravitaillement, avec Farina toujours en tête devant Fangio et Fagioli. En quatrième position on trouve la Talbot de Philippe Étancelin, suivie de la Ferrari privée de Peter Whitehead (partie de la dernière ligne) et de la surprenante Simca-Gordini de Robert Manzon qui se comporte très bien malgré son gros handicap de puissance. Au dix-septième tour, Farina est le premier à s'arrêter ravitailler, mais, retardé par des problèmes d'alimentation moteur, il reste immobilisé durant sept minutes, avant de repartir en huitième position. L'arrêt des deux autres Alfa Romeo se déroule sans incident, Fangio et Fagioli ressortent des stands avec une avance confortable sur la Talbot de Philippe Étancelin, désormais troisième. Malheureusement pour lui, le pilote normand est contraint de s'arrêter après vingt-six tours, une jambe sérieusement brûlée par des projections d'huile. Chaboud le remplace, s’étant au préalable couvert de protections, mais la voiture a désormais perdu trop de temps pour espérer une place sur le podium.
Le reste de la course se déroule sans incident pour les deux Alfa de tête, qui comptent plus d'un tour d'avance sur leurs poursuivants. Leur second ravitaillement n'est qu'une formalité pour elles. Farina est moins chanceux : remonté en troisième position, son deuxième arrêt lui coûte deux minutes, toujours à cause de problèmes de pompe à essence. Attaquant de plus belle, il parvient néanmoins à reprendre la troisième place à Whitehead au cinquantième tour, mais devra s'arrêter définitivement à la fin du cinquante-cinquième. Fangio l'emporte une nouvelle fois devant Fagioli, Whitehead et sa Ferrari privée terminant troisième à trois tours, non sans avoir été menacé par un étonnant Manzon, quatrième sur la petite Simca-Gordini ne développant que 165 chevaux. 

### Classements intermédiaires
Classements intermédiaires des monoplaces aux premier, seizième, vingtième, trente-deuxième et cinquantième tours.

### Classement de la course

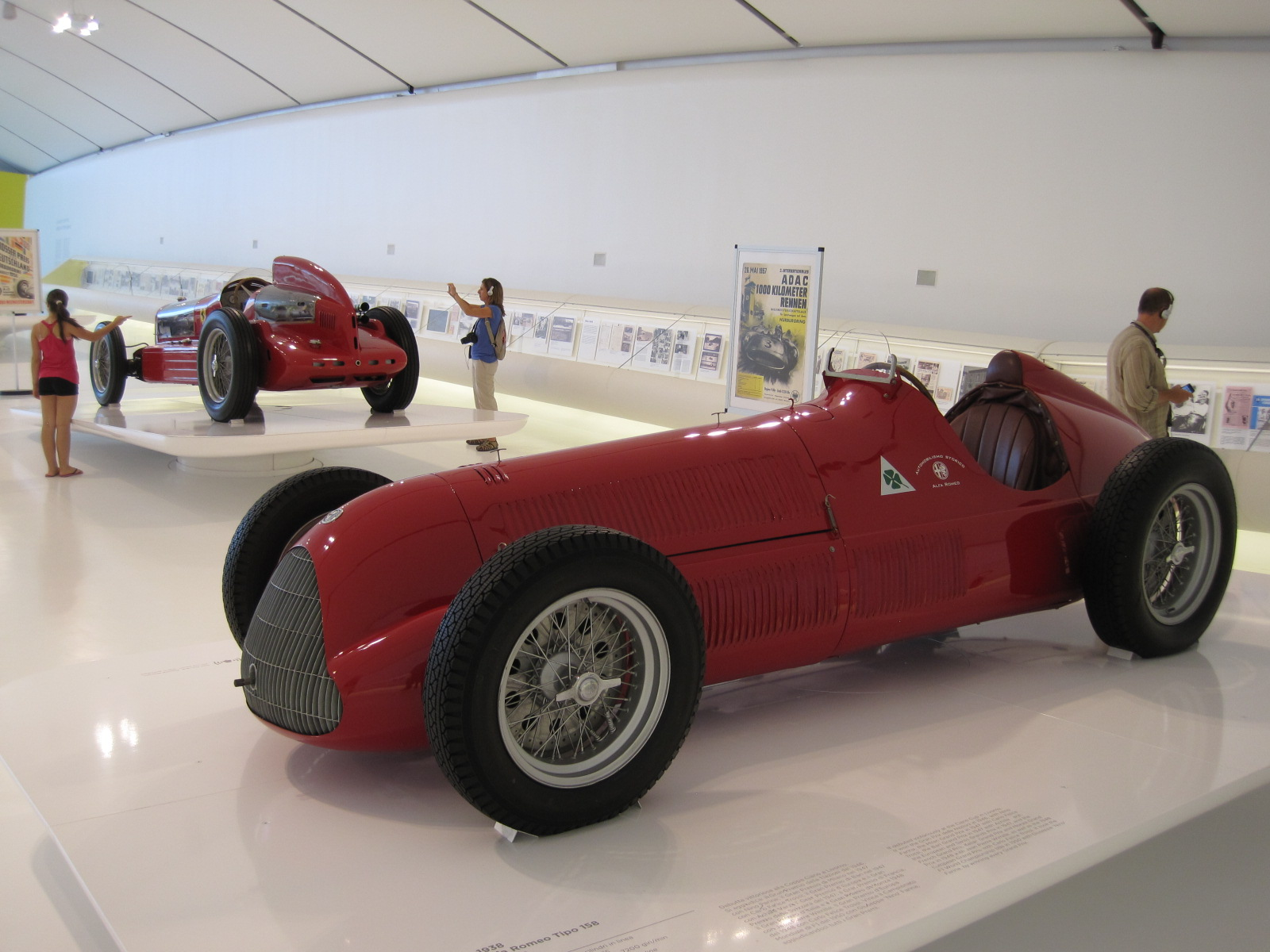
Nouveau doublé pour les Alfa Romeo 158, Juan Manuel Fangio s'imposant devant son coéquipier Luigi Fagioli.

| Pos. | no | Pilote                            | Voiture       | Tours | Distance   | Temps/Abandon                              | Grille | Points |
| ---- | -- | --------------------------------- | ------------- | ----- | ---------- | ------------------------------------------ | ------ | ------ |
| 1    | 6  | Juan Manuel Fangio                | Alfa Romeo    | 64    | 500,224 km | 2 h 57 min 52 s 8                          | 1      | 9      |
| 2    | 4  | Luigi Fagioli                     | Alfa Romeo    | 64    | 500,224 km | 2 h 58 min 18s 5 (+ 25 s 7)                | 3      | 6      |
| 3    | 14 | Peter Whitehead                   | Ferrari       | 61    | 476,776 km | 2 h 59 min 30 s 3 (+ 3 tours)              | 19     | 4      |
| 4    | 44 | Robert Manzon                     | Simca-Gordini | 61    | 476,776 km | 3 h 00 min 43 s 5 (+ 3 tours)              | 13     | 3      |
| 5    | 16 | Philippe Étancelin Eugène Chaboud | Talbot-Lago   | 59    | 461,144 km | 3 h 00 min 09 s 8 (+ 5 tours)              | 4      | 1      |
| 6    | 26 | Charles Pozzi Louis Rosier        | Talbot-Lago   | 56    | 437,696 km | 2 h 58 min 15 s 2 (+ 8 tours)              | 16     |        |
| 7    | 2  | Giuseppe Farina                   | Alfa Romeo    | 55    | 429,880 km | 2 h 38 min 13 s 7 (Abd. : pompe à essence) | 2      |        |
| 8    | 18 | Yves Giraud Cabantous             | Talbot-Lago   | 52    | 406,432 km | 2 h 58 min 19 s 6 (+ 12 tours)             | 5      |        |
| Abd. | 22 | Pierre Levegh                     | Talbot-Lago   | 36    | 281,376 km | Moteur                                     | 9      |        |
| Abd. | 40 | Felice Bonetto                    | Maserati      | 14    | 109,424 km | Moteur                                     | 11     |        |
| Abd. | 42 | Johnny Claes                      | Talbot-Lago   | 11    | 85,976 km  | Surchauffe moteur                          | 15     |        |
| Abd. | 12 | Louis Rosier                      | Talbot-Lago   | 10    | 78,160 km  | Surchauffe moteur                          | 17     |        |
| Abd. | 32 | Reg Parnell                       | Maserati      | 9     | 70,344 km  | Moteur                                     | 12     |        |
| Abd. | 28 | Franco Rol                        | Maserati      | 6     | 46,896 km  | Moteur                                     | 7      |        |
| Abd. | 30 | Louis Chiron                      | Maserati      | 6     | 46,896 km  | Moteur                                     | 14     |        |
| Abd. | 34 | David Hampshire                   | Maserati      | 5     | 39,080 km  | Moteur                                     | 18     |        |
| Abd. | 20 | Raymond Sommer                    | Talbot-Lago   | 4     | 31,264 km  | Surchauffe moteur                          | 5      |        |
| Abd. | 36 | José Froilán González             | Maserati      | 3     | 23,448 km  | Moteur                                     | 8      |        |

Légende:
- Abd.=Abandon

### Pole position et record du tour
- Pole position :  Juan Manuel Fangio en 2 min 30 s 6 (vitesse moyenne : 186,837 km/h).
- Meilleur tour en course :  Juan Manuel Fangio en 2 min 35 s 6 (vitesse moyenne : 180,833 km/h) au cinquante-deuxième tour.

### Tours en tête
- Giuseppe Farina : 16 tours (1-16)
- Juan Manuel Fangio : 48 tours (17-64)

## Classement général à l'issue de la course
| Pos. | Pilote                | Écurie        | Points | GBR | MON | 500 | SUI | BEL | FRA | ITA |
| ---- | --------------------- | ------------- | ------ | --- | --- | --- | --- | --- | --- | --- |
| 1    | Juan Manuel Fangio    | Alfa Romeo    | 26     | -   | 9*  | -   | -   | 8   | 9*  |     |
| 2    | Luigi Fagioli         | Alfa Romeo    | 24     | 6   | -   | -   | 6   | 6   | 6   |     |
| 3    | Giuseppe Farina       | Alfa Romeo    | 22     | 9*  | -   | -   | 9*  | 4*  | -   |     |
| 4    | Louis Rosier          | Talbot-Lago   | 10     | 2   | -   | -   | 4   | 4   | -   |     |
| 5    | Johnnie Parsons       | Kurtis Kraft  | 9      | -   | -   | 9*  | -   | -   | -   |     |
| 6    | Alberto Ascari        | Ferrari       | 8      | -   | 6   | -   | -   | 2   | -   |     |
| 7    | Bill Holland          | Deidt         | 6      | -   | -   | 6   | -   | -   | -   |     |
| 8    | Prince Bira           | Maserati      | 5      | -   | 2   | -   | 3   | -   | -   |     |
| 9    | Reg Parnell           | Alfa Romeo    | 4      | 4   | -   | -   | -   | -   | -   |     |
|      | Louis Chiron          | Maserati      | 4      | -   | 4   | -   | -   | -   | -   |     |
|      | Mauri Rose            | Deidt         | 4      | -   | -   | 4   | -   | -   | -   |     |
|      | Peter Whitehead       | Ferrari       | 4      | -   | -   | -   | -   | -   | 4   |     |
| 13   | Yves Giraud-Cabantous | Talbot-Lago   | 3      | 3   | -   | -   | -   | -   | -   |     |
|      | Raymond Sommer        | Ferrari       | 3      | -   | 3   | -   | -   | -   | -   |     |
|      | Cecil Green           | Kurtis Kraft  | 3      | -   | -   | 3   | -   | -   | -   |     |
|      | Robert Manzon         | Simca-Gordini | 3      | -   | -   | -   | -   | -   | 3   |     |
| 17   | Felice Bonetto        | Maserati      | 2      | -   | -   | -   | 2   | -   | -   |     |
| 18   | Joie Chitwood         | Kurtis Kraft  | 1      | -   | -   | 1   | -   | -   | -   |     |
|      | Tony Bettenhausen     | Kurtis Kraft  | 1      | -   | -   | 1   | -   | -   | -   |     |
|      | Philippe Étancelin    | Talbot-Lago   | 1      | -   | -   | -   | -   | -   | 1   |     |
|      | Eugène Chaboud        | Talbot-Lago   | 1      | -   | -   | -   | -   | -   | 1   |     |

- attribution des points : 8, 6, 4, 3, 2 respectivement aux cinq premiers de chaque épreuve et 1 point supplémentaire pour le pilote ayant accompli le meilleur tour en course (signalé par un astérisque)
- Le règlement permet aux pilotes de se relayer sur une même voiture, les points éventuellement acquis étant alors partagés. Joie Chitwood et Tony Bettenhausen marquent chacun un point pour leur cinquième place à Indianapolis, Philippe Étancelin et Eugène Chaboud marquent chacun un point pour leur cinquième place en France.

## À noter
- 3e victoire en championnat du monde pour Juan Manuel Fangio.
- 2e hat trick en championnat du monde pour Juan Manuel Fangio.
- 5e victoire en championnat du monde pour Alfa Romeo en tant que constructeur.
- 5e victoire en championnat du monde pour Alfa Romeo en tant que motoriste.
- Voitures copilotées
  - Voiture #16: Philippe Étancelin (26 tours) et Eugène Chaboud (33 tours). Ils se partagent le point de la 5e place.
  - Voiture #26: Charles Pozzi (14 tours) et Louis Rosier (42 tours)